# 川端佳夫
川端 佳夫（かわばた よしお、1918年6月8日 - 1968年1月14日）は、日本の政治家。衆議院議員（1期）。

## 経歴
愛媛県出身。1940年青山学院文学部卒。卒業後は読売新聞記者となり、厚生省嘱託、農相秘書官となる。岩崎澱粉化学工業、内外自動車各（株）取締役、東海養魚（株）社長を務める。
1949年の第24回衆議院議員総選挙では愛媛1区から民主自由党公認で立候補して当選した。衆議院議員を1期務めた。この間民主自由党情報部副部長、自由党人事、遊説の各副部長となった。1952年の第25回衆議院議員総選挙では自由党公認で立候補して落選。1953年の第26回衆議院議員総選挙には立候補しなかった。
このほか東京馬主協会会長にもなった。1968年死去。